# Postre vigilante

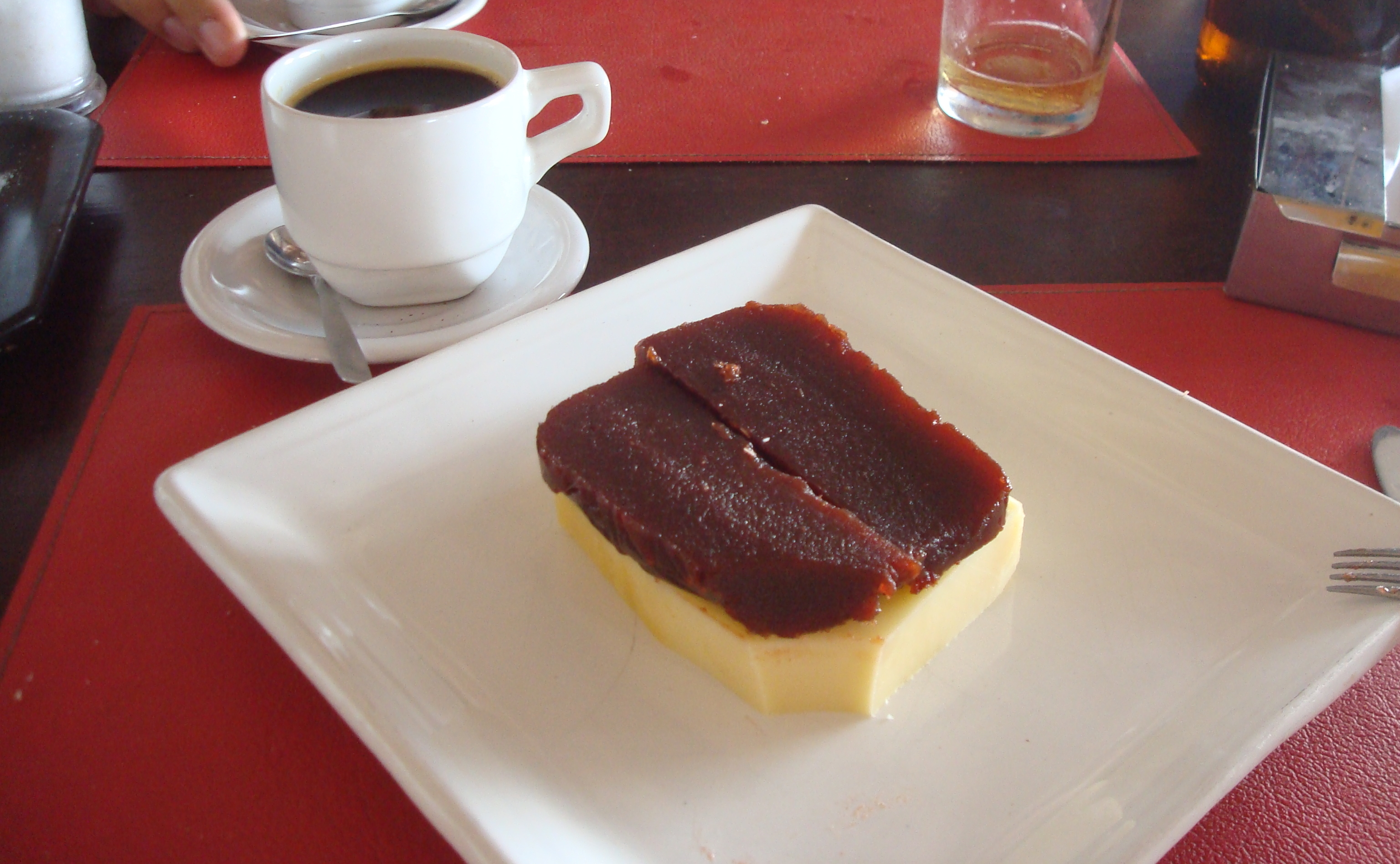
Version uruguayenne.

Le postre vigilante, littéralement le « dessert vigilant », est un dessert typique de la cuisine argentine et  uruguayenne. Il est composé d'une tranche de fromage, accompagnée d'une tranche de pâte de coing (dulce de membrillo) ou d'une préparation à base de patate douce, le dulce de batata.